# Kevin Altez
Kevin Nahuel Altez Moyano (Montevideo, Uruguay; 15 de diciembre de 2004) es un futbolista uruguayo. Juega de centrocampista y su equipo actual es el Huachipato de la  Primera División de Chile.

## Trayectoria
Oriundo de Punta de Rieles, comenzó a jugar al baby fútbol en su barrio. Después se probó en Bella Vista, en donde estuvo por 2 años y medio. Tras dejar el club, escuchó de pruebas en las divisiones inferiores de Montevideo City Torque, en donde quedó. Debutó con el primer equipo el 19 de junio de 2022 en el partido ante Rentistas válido por la Primera División de Uruguay, que terminó con victoria por 3-1. En enero de 2025 es anunciado su fichaje por Defensor Sporting Club de la Primera División uruguaya.
En julio del mismo año, se anuncia su cesión a Huachipato de la Primera División chilena por una temporada.

## Selección nacional
En 2022 disputó un partido amistoso con la Selección sub-20 de Uruguay.

## Clubes
| Club                   | País    | Año       |
| ---------------------- | ------- | --------- |
| Montevideo City Torque | Uruguay | 2022-2024 |
| Defensor S. C.         | Uruguay | 2025-     |
| → Huachipato (cedido)  | Chile   | 2025-Act. |